# 宮崎県道・鹿児島県道2号都城隼人線
宮崎県道・鹿児島県道2号都城隼人線（みやざきけんどう・かごしまけんどう2ごう みやこのじょうはやとせん）は、宮崎県都城市から鹿児島県霧島市に至る県道（主要地方道）である。

## 概要
宮崎県都城市鷹尾2丁目から鹿児島県霧島市隼人町西光寺に至る。
鹿児島県側の霧島市国分重久で2010年（平成22年）7月3日未明の大雨の影響で、道路が陥没し通行止めとなっていたが、約1年間の工事で復旧した。

### 路線データ
- 起点：宮崎県都城市鷹尾町[1]（鷹尾交差点、宮崎県道31号都城霧島公園線交点）
- 終点：鹿児島県霧島市隼人町西光寺[2]（西光寺交差点、国道223号・国道504号交点）
- 主な経由地：鹿児島県曽於市
- 実延長
  - 宮崎県管内：4.346 km[3]
  - 鹿児島県管内：??.? km

## 歴史
- 1972年（昭和47年）
  - 3月24日 - 鹿児島県が「鹿児島県告示293号」により路線認定[2]。
  - 4月18日 - 宮崎県が「宮崎県告示第390号」により路線認定[1]。
- 1993年（平成5年）5月11日 - 建設省から、県道都城隼人線が都城隼人線として主要地方道に指定される[4]。
- 2010年（平成22年）7月 - 2日夜から3日未明にかけての梅雨前線による豪雨により、霧島市国分重久で路肩が崩壊し[5]、7月3日3時に牧神区間で通行止めを開始[6]。
- 2011年（平成23年）
  - 4月17日 - 道の駅たからべがリニューアルオープン。
  - 11月6日 - 道路災害復旧事業（霧島市国分重久）が竣工し、牧神区間の通行止めを解除[5]。
- 2012年（平成24年）3月24日 - 平塚ICが供用開始[7]。

## 路線状況

### 通称
- 鹿児島県
  - 関之坂（霧島市国分重久）

### 重複区間
- 鹿児島県道60号国分霧島線（鹿児島県霧島市国分重久 - 霧島市国分新町・国分市久保田交差点）

### 道路施設

#### 橋梁
起点から
- 鹿児島県
  - 前川橋（横市川、曽於市）
  - 西村橋（後川、曽於市）
  - 戸越橋（谷川内川、霧島市）
  - 重久橋（手籠川[注釈 1]、霧島市）
  - 第二重久橋（手籠川、霧島市）
  - 若鮎橋（天降川、霧島市）

#### 道の駅
- 鹿児島県
  - たからべ（曽於市）

## 地理

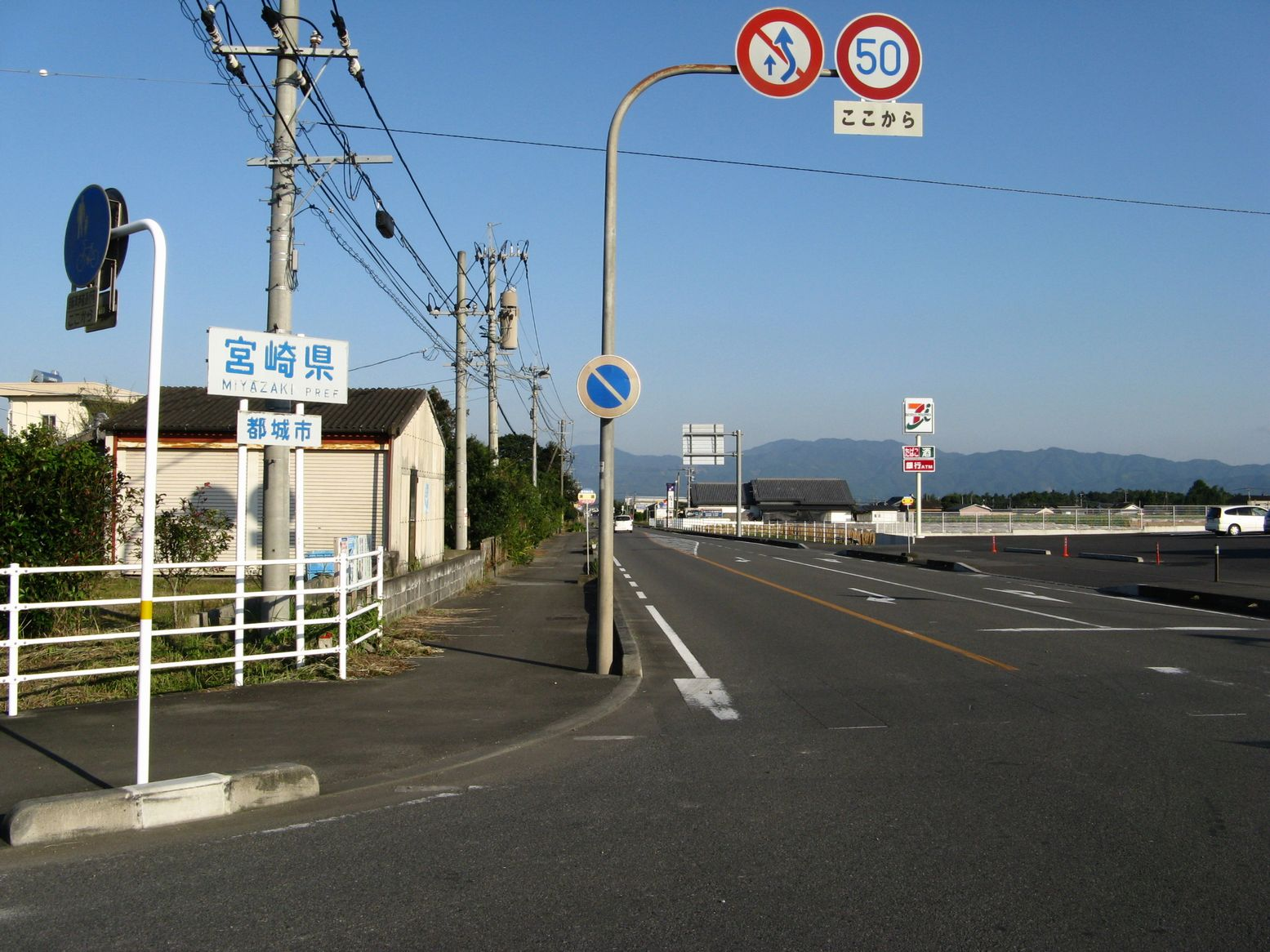
宮崎・鹿児島県境から宮崎県側を望む
少し先に見える鹿児島交通のバス停名も「県境」

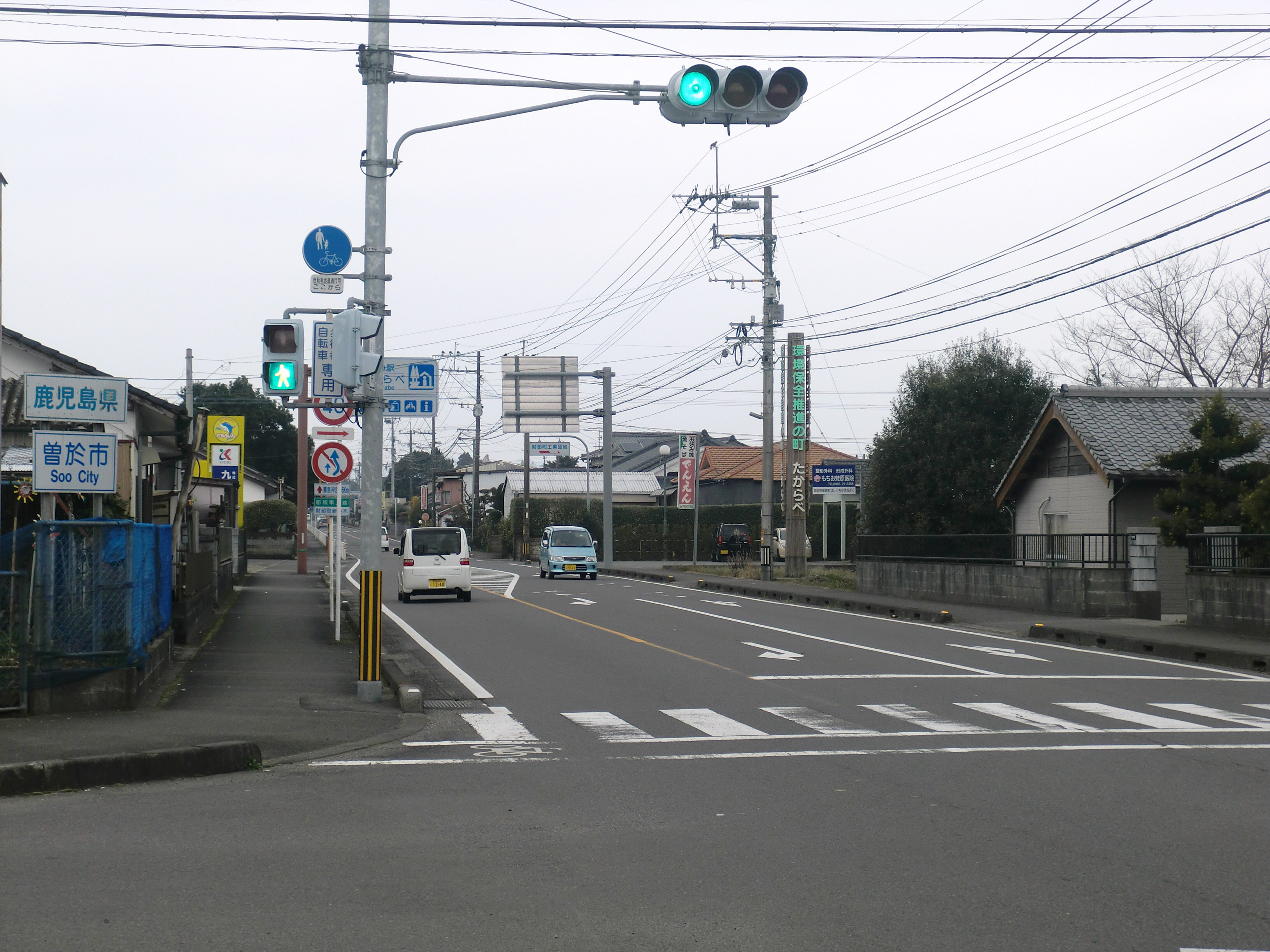
宮崎・鹿児島県境から鹿児島県側を望む

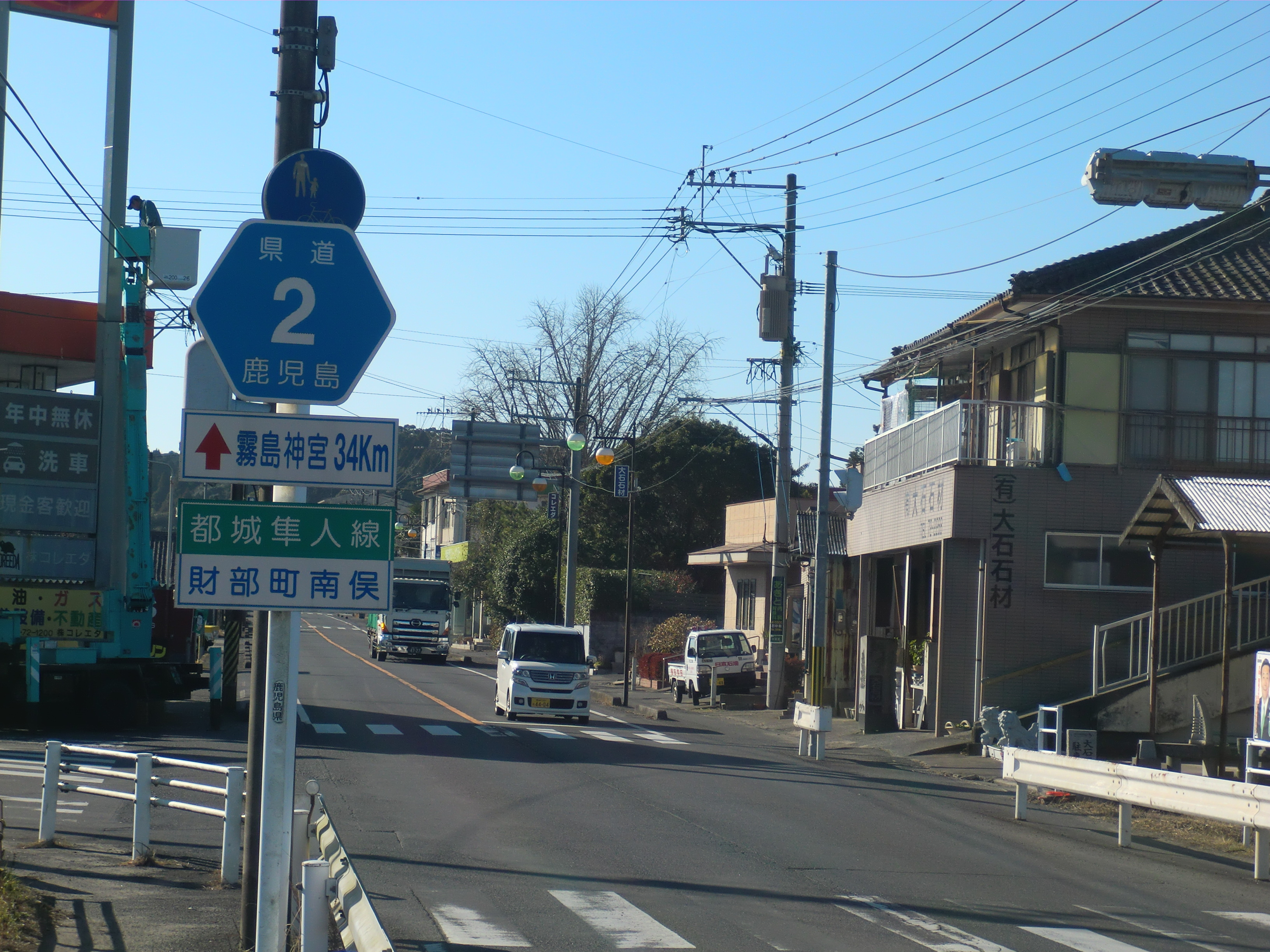
鹿児島県道2号都城隼人線（曽於市財部町南俣）

### 通過する自治体
- 宮崎県
  - 都城市
- 鹿児島県
  - 曽於市
  - 霧島市

### 交差する道路
| 交差する道路                                                                  | 都道府県名 | 市町村名 | 交差する場所    | 交差する場所        |
| ----------------------------------------------------------------------------- | ---------- | -------- | --------------- | ------------------- |
| 宮崎県道31号都城霧島公園線                                                    | 宮崎県     | 都城市   | 鷹尾2丁目       | 鷹尾交差点 / 起点   |
| 都城志布志道路                                                                | 宮崎県     | 都城市   | 平塚町          | 平塚IC              |
| 鹿児島県道482号塚脇財部線                                                     | 鹿児島県   | 曽於市   | 財部町南俣      |                     |
| 宮崎県道・鹿児島県道106号大倉田財部線 鹿児島県道・宮崎県道108号財部庄内安久線 | 鹿児島県   | 曽於市   | 財部町南俣      |                     |
| 鹿児島県道492号財部停車場線 鹿児島県道500号末吉財部線                         | 鹿児島県   | 曽於市   | 財部町南俣      |                     |
| 宮崎県道・鹿児島県道105号馬渡大川原線 鹿児島県道491号大川原小村線             | 鹿児島県   | 曽於市   | 財部町下財部    |                     |
| 鹿児島県道471号北永野田小浜線                                                 | 鹿児島県   | 霧島市   | 霧島永水        |                     |
| 鹿児島県道60号国分霧島線 重複区間起点                                         | 鹿児島県   | 霧島市   | 国分重久        |                     |
| 鹿児島県道60号国分霧島線 重複区間終点                                         | 鹿児島県   | 霧島市   | 国分新町        | 国分市久保田交差点  |
| 鹿児島県道475号豊後迫隼人線                                                   | 鹿児島県   | 霧島市   | 隼人町姫城3丁目 |                     |
| 国道223号 国道504号                                                           | 鹿児島県   | 霧島市   | 隼人町西光寺    | 西光寺交差点 / 終点 |

### 交差する鉄道
- 日豊本線

### 沿線
| - 都城鷹尾郵便局 - 日豊本線 - 五十市駅 - 財部駅 - 北俣駅 - 大隅大川原駅 - 宮崎県立都城工業高等学校 - 都城市立五十市小学校 - 曽於市立財部小学校 - 曽於市役所財部支所 - 霧島市立国分舞鶴園 | - 霧島市立青葉小学校 - 霧島市立日当山小学校 - 霧島市立日当山中学校 - 霧島市いきいき国分交流センター - 霧島市消防局中央消防署隼人分遣所 - 財部工業団地前簡易郵便局 - 鹿児島銀行財部支店 - 財部中央病院 - 岩戸温泉 |

### 路線付近の標高

高低図（横軸は起点からの路線距離。右端が起点）